# Ричардс, Билли
Уи́льям Ри́чардс (англ. William Richards; 6 октября 1874, Уэст-Бромидж — 12 февраля 1926, там же), также известный как Би́лли Ри́чардс (англ. Billy Richards) — английский футболист, выступавший на позиции центрфорварда.

## Биография
Уроженец Уэст-Бромиджа, в начале карьеры Билли Ричардс выступал за ряд местных клубов, включая «Уордсли», «Сингерс» и «Вест Бромвич Стэндард». Профессиональным футболистом стал в июле 1894 года, подписав контракт с клубом «Вест Бромвич Альбион». Забил гол в своём дебютном матче за клуб в ворота «Вулверхэмптон Уондерерс» в сентябре 1894 года. В сезоне 1894/95 помог своей команде добраться до финала Кубка Англии, в котором «дрозды» проиграли бирмингемскому клубу «Астон Вилла». Ричардс становился лучшим бомбардиром команды в сезонах 1895/96 и 1898/99.
В 1901 году перешёл в клуб «Ньютон Хит» из Манчестера за 40 фунтов. Свою первую игру в основном составе провёл 21 декабря 1901 года в матче Второго дивизиона против клуба «Порт Вейл», забив единственный гол в своём дебютном матче за клуб. Всего в сезоне 1901/02 провёл за команду 9 матчей. В июне 1902 года перешёл в «Стаурбридж». В 1904 году стал игроком «Хейлсоуэн Таун». Завершил карьеру в 1907 году.

## Статистика выступлений
| Клуб                 | Сезон            | Лига | Лига | Кубок | Кубок | Итого | Итого |
| Клуб                 | Сезон            | Игры | Голы | Игры  | Голы  | Игры  | Голы  |
| -------------------- | ---------------- | ---- | ---- | ----- | ----- | ----- | ----- |
| Вест Бромвич Альбион | 1894/95          | 18   | 6    | 6     | 0     | 24    | 6     |
| Вест Бромвич Альбион | 1895/96          | 20   | 6    | 8     | 4     | 28    | 10    |
| Вест Бромвич Альбион | 1896/97          | 19   | 5    | 2     | 0     | 21    | 5     |
| Вест Бромвич Альбион | 1897/98          | 9    | 1    | 1     | 0     | 10    | 1     |
| Вест Бромвич Альбион | 1898/99          | 31   | 10   | 3     | 3     | 34    | 13    |
| Вест Бромвич Альбион | 1899/00          | 25   | 6    | 5     | 1     | 30    | 7     |
| Вест Бромвич Альбион | 1900/01          | 1    | 1    | 0     | 0     | 1     | 1     |
| Вест Бромвич Альбион | Итого            | 123  | 35   | 25    | 8     | 148   | 43    |
| Ньютон Хит           | 1901/02          | 9    | 1    | 0     | 0     | 9     | 1     |
| Ньютон Хит           | Итого            | 9    | 1    | 0     | 0     | 9     | 1     |
| Всего за карьеру     | Всего за карьеру | 132  | 36   | 25    | 8     | 157   | 44    |